# Довгий Ярослав Остапович
Довгий Ярослав Остапович (30 вересня 1933, с. Німшин Галицького району Івано-Франківської області  — 24 травня 2017)  — український фізик-оптик, доктор фізико-математичних наук, заслужений професор Львівського національного університету, голова Фонду імені Олександра Смакули (1996), Дійсний член НТШ (1992), член Нью-Йоркської Академії наук (1994). Голова Фізичної комісії НТШ (1999). Відповідальний редактор «Фізичного збірника НТШ», член редколегії «Ukrainian Journal of Physical Optics [Архівовано 21 червня 2013 у Wayback Machine.]» та декілької інших наукових фізичних журналів, Лауреат премії ім. А. Ф. Прихотько НАН України (2002).

## Біографія
Народився 30 вересня 1933 р. в с. Німшині Галицького району Івано-Франківської області. Закінчив середню школу в с. Більшівці (1951), фізичний факультет Львівського державного університету імені Івана Франка (1956) та аспірантуру Інституту фізики АН України (1960). 1960-66 — асистент, 1966-87 — доцент, з 1987 — професор кафедри експериментальної фізики Львівського університету. У 1964 р. захистив кандидатську дисертацію на тему «Дослідження оптичних властивостей гіротропних кристалів та молекулярних кристалів з домішками», 1985 р. — докторську «Оптичні спектри та енергетична структура нелінійних кристалів».

## Основні наукові результати
У гіротропних кристалах виявив новий тип елементарних збуджень  — циркулярні екситони; обґрунтував роль принципу локальності в оптичних дисперс. співвідношеннях; вивів правило, яке дає змогу оптимізувати пошук нових нелінійнооптичних кристалів для перетворювачів лазерного випромінювання (правило Довгого-Кітика); виробив методику прогнозування довговічності газових лазерів за параметрами розрядної плазми; вперше розшифрував зонну енергетичну структуру важливих нелінійно-оптичних кристалів; одержав оригінальні результати щодо впливу лазерного опромінення на властивості високотемпературних надпровідників; запропонував спектроскоп. підходи до вивчення конфігураційних взаємодій у кристалах; виявив та інтерпретував явища ізоструктурного фазового переходу і автоінтеркаляції в твердих розчинах шаруватих кристалів; з'ясував екситонну природу гіротропії в кристалах парателуриту і передбачив можливість спостереження в них явища від'ємної рефракції. Вивчав проблеми освіти і науки в Україні, повернув замовчувані за тоталітарного режиму імена видатних українських учених — Олександра Смакули та Остапа Стасіва.
Консультант 2-х докторських і науковий керівник 8-ми кандидатських дисертацій.

## Праці
Автор близько 350 наукових праць, зокрема:
- Оптичні квантові генератори (К., 1977);
- Електронна будова і оптика нелінійних кристалів (Львів, 1996, зі співавт.);
- Чарівне явище надпровідність (Львів, 2000); Техніка безпеки при роботі з лазерами (Львів, 2003, зі співавт.);
- Лазерний практикум (Львів, 2004);
- Электронное строение и нелинейные восприимчивости ацентричных кристаллов сложного строения (Физика тв. тела. 1991. Т. 33. № 2; зі співавт.);
- Фотоіндуковані та нелінійно-оптичні явища у високотемпературних надпровідниках (Огляд) (Укр. фіз. ж. 1996. Т. 41. № 5, 6; зі співавт.);
- Про природу гіротропії парателуриту (Укр. фіз. ж. 2007. Т. 52. № 10); Прогнозування від'ємної рефракції в — ТеО2 (Доп. НАН України. 2008. № 3);
- Ізоструктурний фазовий перехід і явище автоінтеркаляції в шаруватих кристалах InxTl1-xJ (Фіз. зб. НТШ. 2008. Т. 7);
- Проблема дисперсії нелінійних сприйнятливостей кристалів (Укр. фіз. ж. 2009. Т. 54. № 1-2);
- Екситони і гіротропія (Фіз. зб. НТШ. 2008. Т.7);
- Константа електрон-фононної взаємодії високотемпературного надпровідника HgBa2CuO4+y (Вісн. Львів.ун-ту. Сер.фіз. 2009. Вип. 44);
- ДВ-революція в світлотехніці (Світ фізики. 2009. № 1);
- Синтез та використання багатошарових інтерференційних фільтрів для позарезонаторної селекції ліній генерації «білих» лазерів (Фізика і хімія тв. тіла. 2010. Т. 11. № 1).